# Nothochelone nemorosa
Nothochelone nemorosa là một loài thực vật có hoa trong họ Mã đề. Loài này được (Douglas ex Lindl.) Straw mô tả khoa học đầu tiên năm 1966.

## Hình ảnh

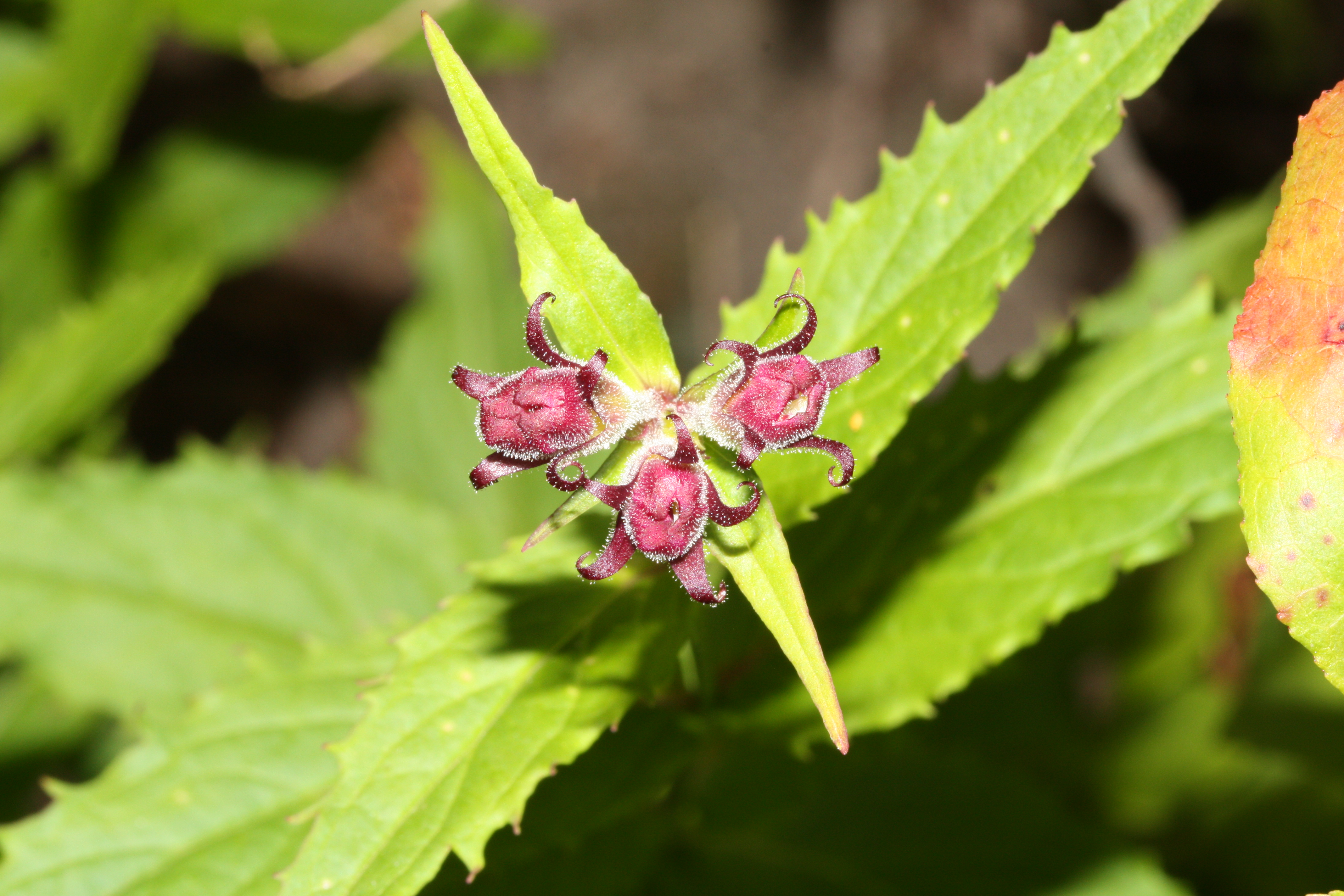
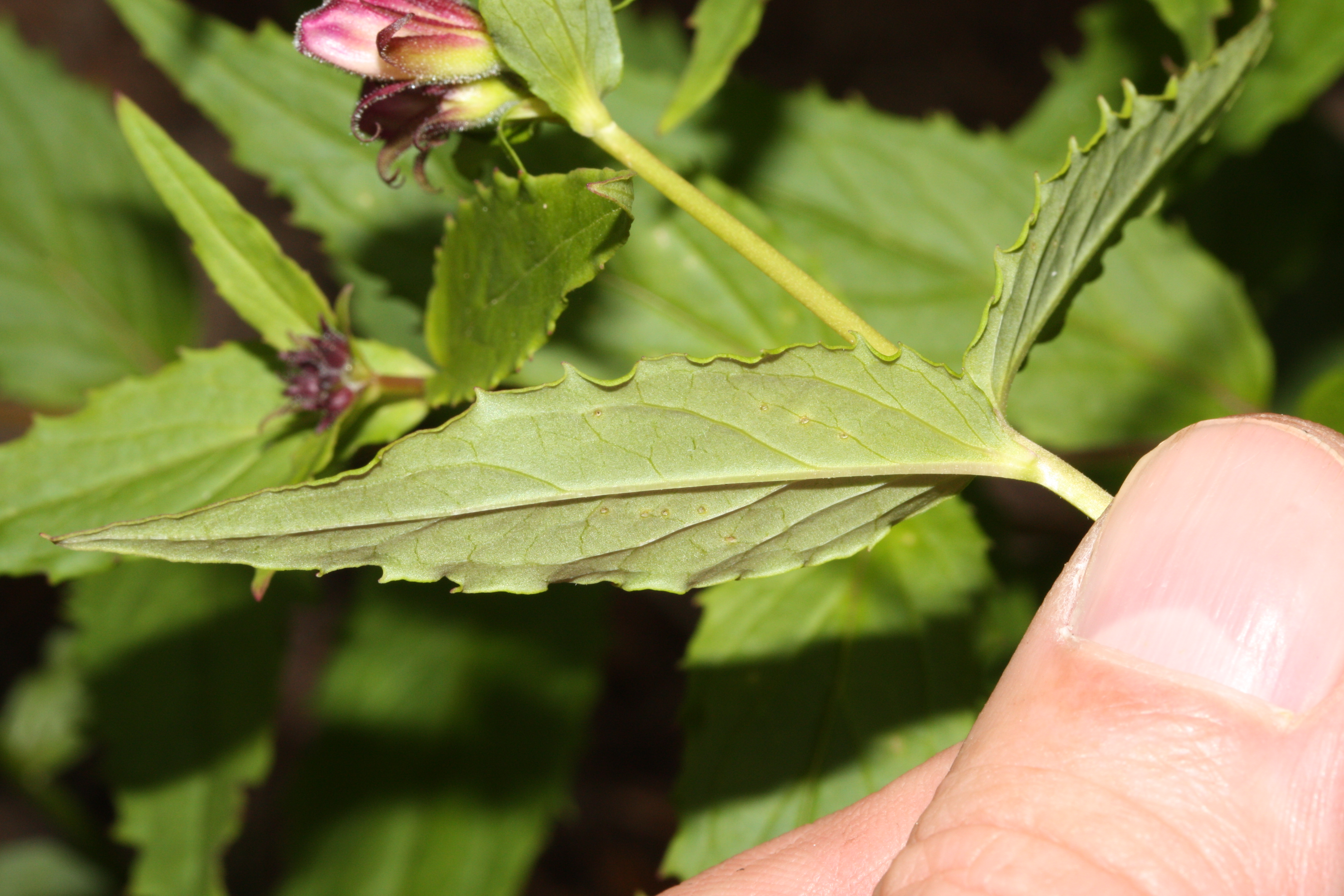
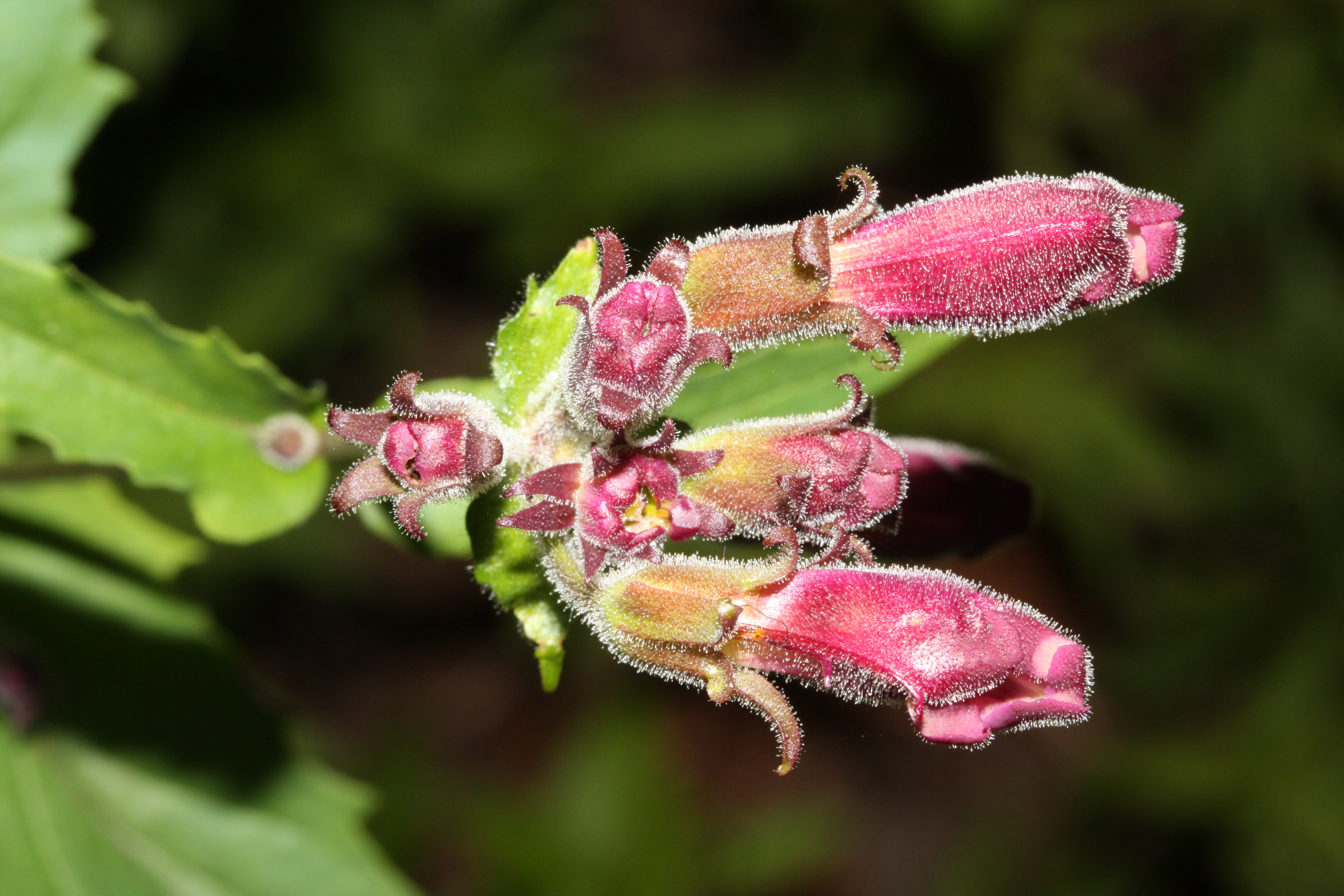
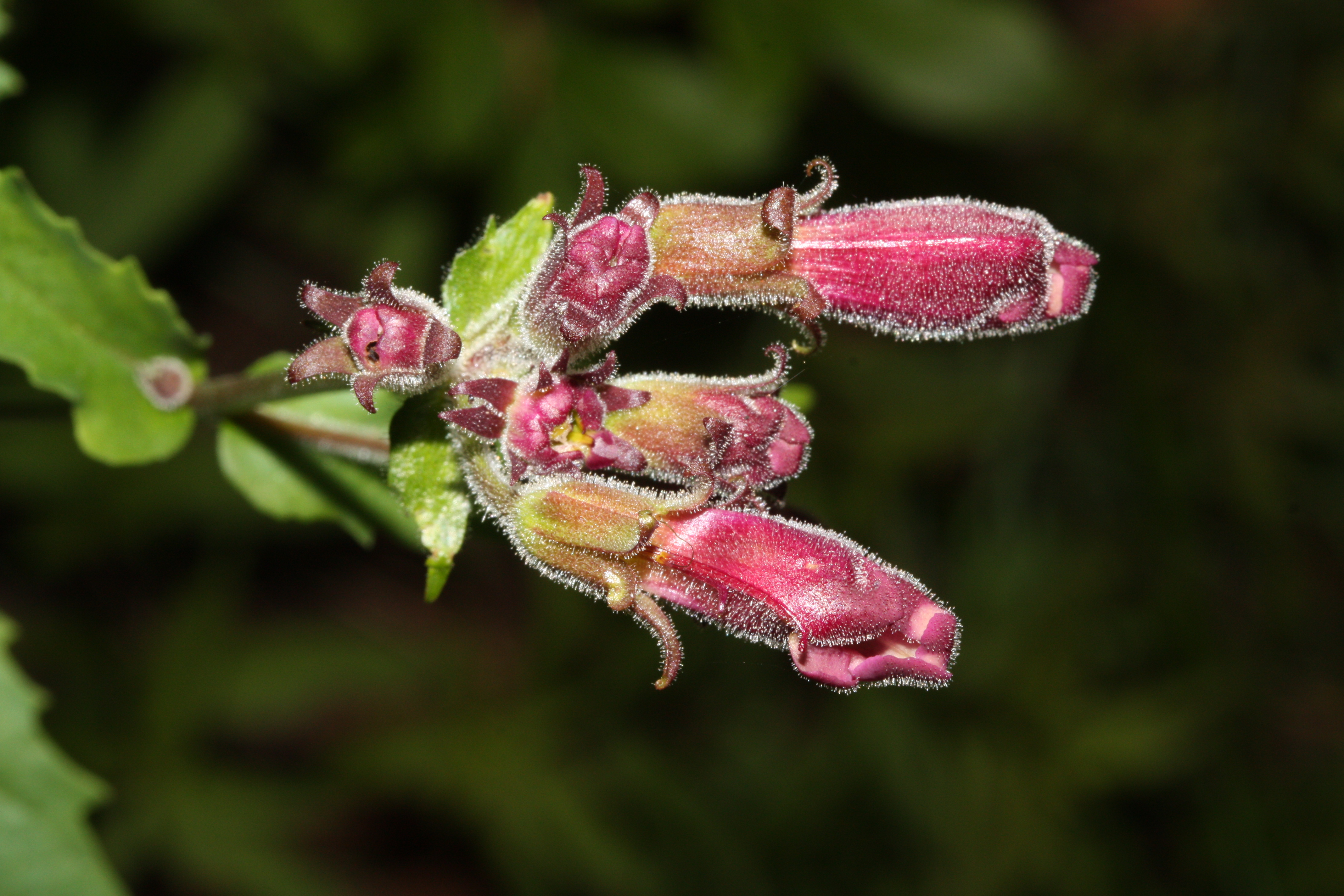